# Simon Dahl
Simon Dahl (født 8. maj 1991 i Hvide Sande) er en dansk håndboldtræner for Aalborg Håndbold.
Dahl stammer fra Hvide Sande hvor han begyndte at spille håndbold.
Han kom videre Skjern Håndbold, men en skulderskade betød at han indstillede karrieren som håndboldspiller, før han egentlig slog igennem som førsteholdsspiller.
I stedet startede Dahl som træner for ungdomsholdet.
I en alder af 23 i 2015 kom han til Nordsjælland Håndbold, først som assistenttræner og fra den 1. juli 2019 som cheftræner.
Sideløbende var han assistenttræner for det danske U21-landshold.
I 2022 forlød det at Dahl ville flytte til den danske topklub Aalborg Håndbold som assistenttræner under Stefan Madsen og senere Maik Machulla.
Allerede i november 2024 overtog han rollen som midlertidig cheftræner, da Maik Machulla blev fyret i sin første sæson i klubben. Henrik Møllgaard blev samtidig spillende assistenttræner for Dahl. I februar 2025 blev han gjort til permanent cheftræner. Henrik Kronborg vil fra 2025-26 sæsonen blive bragt ind som assistent.
Det blev bemærket at han vandt 14 ud af de første 14 kampe som cheftræner.
I 2025 vandt han sit første trofæ med Aalborg, da han vandt den danske pokalturnening. Senere samme år vandt han det danske mesterskab med Aalborg.
Hans bror, Jesper Dahl, er professionel håndboldspiller.